# Esgrima als Jocs Olímpics d'estiu de 1928
Als Jocs Olímpics de 1928 celebrats a la ciutat d'Amsterdam (Països Baixos) es disputaren set proves d'esgrima, sis en categoria masculina i una en categoria femenina.

## Nacions participants
Un total de 259 tiradors (232 homes i 27 dones) de 27 nacions prenen part als Jocs d'Amsterdam:
- Alemanya (13)
- Argentina (9)
- Àustria (6)
- Bèlgica (21)
- Bulgària (2)
- Dinamarca (10)
- Egipte (8)
- Espanya (9)
- Estats Units (16)
- Finlàndia (2)
- França (20)
- Grècia (5)
- Hongria (17)
- Itàlia (18)
- Iugoslàvia (2)
- Mèxic (2)
- Noruega (5)
- Països Baixos (20)
- Polònia (6)
- Portugal (7)
- Regne Unit (19)
- Romania (8)
- Suècia (8)
- Suïssa (9)
- Turquia (4)
- Txecoslovàquia (7)
- Xile (6)

## Resum de medalles

### Categoria masculina
| Prova                     | Or | Plata | Bronze |
| Floret individual detalls | Lucien Gaudin | Erwin Casmir                                                                                               | Giulio Gaudini |
| Floret per equips detalls | ItàliaUgo Pignotti · Giulio Gaudini · Giorgio Pessina · Gioachino Guaragna · Oreste Puliti · Giorgio Chiavacci      | FrançaPhilippe Cattiau · Roger Ducret · André Labattut · Lucien Gaudin · Raymond Flacher · André Gaboriaud | ArgentinaRoberto Larraz · Raul Anganuzzi · Luis Lucchetti · Hector Lucchetti · Carmelo Camet                             |
| Espasa individual detalls | Lucien Gaudin | Georges Buchard                                                                                            | George Calnan |
| Espasa per equips detalls | ItàliaCarlo Agostoni · Giulio Basletta · Marcello Bertinetti · Giancarlo Cornaggia · Renzo Minoli · Franco Riccardi | FrançaArmand Massard · Georges Buchard · Gaston Amson · Emile Cornic · Bernard Schmetz · René Barbier      | PortugalPaulo de Eca Leal · Mário de Noronha · Jorge de Paiva · Frederico Paredes · Joao Sassetti · Henrique da Silveira |
| Sabre individual detalls  | Odön Tersztyánszky                                                                                                  | Attila Petschauer                                                                                          | Bino Bini |
| Sabre per equips detalls  | HongriaJános Garay · Gyula Glykais · Sándor Gombos · Attila Petschauer · József Rády · Ödön Tersztyánszky           | ItàliaRenato Anselmi · Bino Bini · Gustavo Marzi · Oreste Puliti · Emilio Salafia · Giulio Sarrocchi       | PolòniaTadeusz Friedrich · Kazimierz Laskowski · Alexander Malecki · Adam Papée · Władysław Segda · Jerzy Zabielski      |

### Categoria femenina
| Prova                     | Or           | Plata          | Bronze       |
| Floret individual detalls | Helene Mayer | Muriel Freeman | Olga Oelkers |

## Medaller
| Posició | País         | Or | Argent | Bronze | Total |
| 1       | França       | 2  | 3      | 0      | 5     |
| 2       | Itàlia       | 2  | 1      | 2      | 5     |
| 3       | Hongria      | 2  | 1      | 0      | 3     |
| 4       | Alemanya     | 1  | 1      | 1      | 3     |
| 5       | Regne Unit   | 0  | 1      | 0      | 1     |
| 6       | Argentina    | 0  | 0      | 1      | 1     |
| 6       | Polònia      | 0  | 0      | 1      | 1     |
| 6       | Portugal     | 0  | 0      | 1      | 1     |
| 6       | Estats Units | 0  | 0      | 1      | 1     |